# Mushi Production
«MUSHI PRODUCTION Company, Limited» (яп. 虫プロダクション株式会社 муси пуродакусён кабусики-гайся) — японская анимационная студия, основанная в 1961 году. Краткое название — Mushi Pro.

## История
Существование компании делится на два периода. 1961—1973 («Тэдзуковский период») и 1977-наст время. Основатель компании, Тэдзука Осаму, проработал на студии до 1973 года.
В период 1973—1977 годов Mushi Production проходила процедуру банкротства, закончившаяся сменой собственника. Права на продукцию, выпущенную в период 1961—1973, остались за Mushi Pro и после смены владельца.
Банкротство студии вызывало появление большой группы новых студий анимации, часто основанных прежними сотрудниками Mushi Production, тогда появились Sunrise, Madhouse, Gallop, Shaft; в них и перешло в 1971—1975 большинство аниматоров, прежде работавших на студии. Сам Тэдзука Осаму ещё в 1968 основал компанию Tezuka Productions. Несколько ранее (1968) из Mushi Pro ушла группа аниматоров, основавших Group TAC.
В 1969 Fuji Television заказало студии сериал Dororo, послуживший началом цикла World Masterpiece Theater (WMT), всегда показывавшийся на этом канале. До банкротства студия в рамках цикла WMT успела выпустить Dororo, Муми-Тролли (оба сериала), Anderson Monogatari и Yama Nezumi Rocky Chuck.
С 1977 студия преимущественно специализируется на выпуске некоммерческой полнометражной анимации.

## Анимация, выпущенная на студии в 1961—1973 (Тэдзуковский период)

### Анимационные сериалы в рамкахWMT
- Dororo
- Moomin
- Anderson Monogatari
- Yama Nezumi Rocky Chuck

### Другие анимационные сериалы
- Taotao
- Wonder Three
- Astro Boy
- Fushigi na Melmo
- Ashita no Joe (1-й сериал)
- Andersen Monogatari
- Принцесса-рыцарь
- Kimba the White Lion
- Goku no Daiboken
- Wansa-kun
- Sasurai no Taiyou
- Chiisana Viking Vicke[2]

### Экспериментальные короткометражные работы
- Картинки с выставки

### Анимационные фильмы
- Senya Ichiya Monogatari
- Kureopatora
- Kanashimi no Belladonna

### J-Dorama TV[3], выпущенные на студии
- Vampire

## Анимация, выпущенная студией c 1977 по наст. время
Многие из работ студии этого периода были лишь несколько раз показаны на фестивалях и никогда не выпускались в широкую продажу.
- Необыкновенная схватка
- Blue Sonnet
- The Star of Cottonland
- Isewan Taifu Monogatari(Tyhoon in ise bay)
- Kayoko’s Diary
- Tsuru ni Notte Tomoko no Boken[4]
- Ecchan no Sensou
- Nagasaki 1945 ~ Angelus no Kane
- Pattenrai!! ~Minami no Shima no Mizu Monogatari~[5]